# Xã Fields Creek, Quận Henry, Missouri
Xã Fields Creek (tiếng Anh: Fields Creek Township) là một xã thuộc quận Henry, tiểu bang Missouri, Hoa Kỳ. Năm 2010, dân số của xã này là 1.654 người.